# Pierre Magnol
Pierre Magnol est un botaniste français, né le 8 juin 1638 à Montpellier et mort le 21 mai 1715 dans cette même ville. Il est le premier à introduire la notion de famille dans la classification des végétaux, faisant un ensemble naturel réunissant des genres voisins. S'ensuivent des travaux de Michel Adanson (1727-1806), d'Antoine-Laurent de Jussieu (1748-1836), puis de Carl von Linné (1707-1778) pour décrire la classification botanique.

## Biographie
Fils d'un apothicaire protestant,, il se passionne très tôt pour l'histoire naturelle et en particulier pour la botanique. Bachelier le 28 août 1657, puis licencié le 1er août 1658, Pierre Magnol obtient brillamment son doctorat de médecine, le 11 janvier 1659, dans la plus fameuse université de l’époque : celle de Montpellier. Grâce à la protection de Joseph Pitton de Tournefort et de Guy-Crescent Fagon, il obtient un brevet de médecin royal, le 12 décembre 1663. Il devient suppléant au Jardin du roi.
Le roi ne ratifie pas sa nomination à la chaire de botanique de la Faculté de médecine de Montpellier. Motif : Pierre Magnol est protestant… En 1685, avec la révocation de l’édit de Nantes, il doit abjurer le protestantisme. Cet acte lui ouvre la voie : en 1694, il obtient enfin une chaire à la Faculté de médecine de Montpellier. Il y a pour élève Antoine de Jussieu. En 1697, il devient le directeur du Jardin botanique et participe en 1706 à la fondation de la Société royale des sciences de Montpellier, pour laquelle il rédige plusieurs mémoires, dont l'un sur la circulation de la sève et un autre où il cherche des moyens de panifier d'autres végétaux que le blé pour trouver des solutions aux disettes de l'époque. En 1709, il remplace Tournefort à l'Académie des sciences. Malgré l'accueil chaleureux qui lui est fait à Paris, il rentrera rapidement à Montpellier pour des raisons de santé, où il meurt en 1715, à son domicile. Il est inhumé dans l'église Sainte-Anne toute proche.
Des inexactitudes persistent quant à la localisation de l'herbier historique. Daniel Jarry (professeur à la faculté de médecine de Montpellier et directeur du Jardin des plantes), affirme catégoriquement, durant une interview réalisée en 2015, qu'il n'a pas été donné à Carl von Linné par le fils de Magnol et qu'il n'est pas conservé dans la ville de Montpellier.

## Œuvres
On lui doit une remarquable flore des environs de Montpellier, des Alpes et des Pyrénées. Il est l'auteur de Botanicum Monspeliense sive plantarum circa Monspelium nascentium index (Lyon, 1676), Prodromus historiæ generalis plantarum, in quo familiæ per tabulas disponuntur (Montpellier, 1689), Hortus regius Monspeliensis, sive catalogus plantarum, quæ in horto regio Monspeliensi demonstrantur (Montpellier, 1697) et Novus character plantarum (publié posthumément par son fils, Antoine Magnol (1676-1759), à Montpellier en 1720).
Ses ouvrages, où il décrit plus de 2 000 espèces, le font reconnaître comme le plus grand botaniste de son temps. Pour certains historiens, c'est Magnol qui a introduit le système moderne de classement des plantes par famille en botanique. Il est certain qu'il s'attache dans son Prodromus à délimiter des familles de plantes ayant un lien de parenté entre elles. Il y classe les plantes en 75 tableaux facilement reconnaissables par l'emploi d'un ou de deux adjectifs, ce qui rend son utilisation très aisée. Même si certains de ses rapprochements (les liliacées avec les orchidées) ne sont pas justes, il fait part d'une remarquable finesse d'analyse.

### Publications
- Quaestiones medicae duodecim, Monspelii, 1668, in-4° (BNF 36907010)
- Botanicum monspeliense : sive plantarum circa Monspelium nascentium index, Lugduni, F. Carteron, 1676, Pl., 287, in-8° (BNF 30858919, présentation en ligne, lire en ligne)
- Botanicum monspelliense, sive Plantarum circa Monspelium nascentium index : Adduntur variarum plantarum nondum descriptarum descriptiones et icones, Monspelii, ex officina D. Pech, 1686, pl., XVI, 309, in-8° (BNF 30858920)
- Prodromus historiae generalis plantarum in quo familiae plantarum per tabulas disponuntur, Monspelii, G. et H. Pech, 1689, 79 p., in-8° (OCLC 18474530, BNF 30858923, SUDOC 044318375, présentation en ligne, lire en ligne)
- Hortus regius Monspeliensis : sive catalogus plantarum quae in Horto regio monspeliensi demonstrantur, Monspelii, apud H. Pech, 1697, pl., XV, 209, in-8° (BNF 30858921, présentation en ligne, lire en ligne)
- Antoine Magnol, Novus caracter plantarum, in duos tractatus divisus : Opus posthumum… ab authoris filio in lucem editum, Monspelii, apud viduam H. Pech, 1720, pl., VI, 341, in-4° (OCLC 54319610, BNF 30858922, présentation en ligne, lire en ligne)

## Éponymie
C’est en son hommage que fut créé le genre Magnolia en 1703 par Charles Plumier (1646-1704), pour classer un arbre aux fleurs magnifiques découvert lors d'un voyage en Amérique, actuel Magnolia dodecapetala. Le nom est repris par Mark Catesby (1731), Dillenius (1732) et William Sherard, puis par Carl von Linné dans sa classification des Magnolias proposée en 1753, dont il exclut l'espèce de Plumier pour la placer dans le genre Talauma.